# 伊普昂
伊普昂是巴西圣保罗州的一个市镇。总面积465.602平方公里，总人口12989人，人口密度27.9人/平方公里。